# Battaglia del Juncal
La battaglia del Juncal è avvenuta fra le Province Unite del Río de la Plata, comandate dell'ammiraglio Guillermo Brown, e l'Impero del Brasile, sotto il comando del capitano di fregata Sena Pereira, i giorni 8 e 9 febbraio 1827, nel corso superiore del Río de la Plata, che all'epoca si considerava parte del fiume Uruguay.
Nelle due giornate si affrontarono eserciti di uguale forza però, per merito di una maggiore strategia militare delle Province Unite, dodici navi brasiliane furono assaltate, tre incendiate e soltanto due riuscirono a scappare, mentre la flotta argentina non soffrì di alcuna perdita navale.
La Terza Divisione del Brasile destinata ad ottenere il controllo del fiume Uruguay, in modo da isolare l'esercito argentino che operava nella Banda Oriental e per favorire la separazione delle province del litorale argentino, è stata completamente distrutta dalla squadra argentina in quella che è considerata la maggiore vittoria navale del bando repubblicano nella guerra argentino-brasiliana.

## Il conflitto

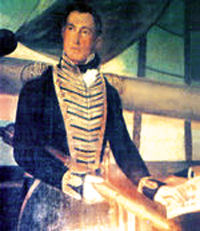
Guillermo Brown (dipinto a olio di F. Goulu, 1825)

Continuando la tradizionale politica di espansione verso la cuenca del Plata, i lusobrasiliani invasero fra il 1816 e il 1820 la Provincia Orientale, con la scusa di combattere l'esercito di José Gervasio Artigas, e la incorporarono al Regno Unito di Portogallo, Brasile e Algarve con il nome di Provincia Cisplatina. Dopo l'Indipendenza del Brasile nel 1822, l'imperatore Pedro I ne mantenne l'occupazione.
Benché il governo di Buenos Aires avesse mantenuto un atteggiamento pacato a fronte di un'invasione simile, l'opinione pubblica in tutto il paese esigeva la rottura politica con Brasile.
Il 19 aprile 1825 con l'appoggio di Buenos Aires, Santa Fe e Entre Ríos, una piccola spedizione, detta Trentatré Orientali, partì da San Isidro sotto il comando di Juan Antonio Lavalleja e di Manuel Oribe e sbarcò presso le coste orientali del fiume Uruguay.

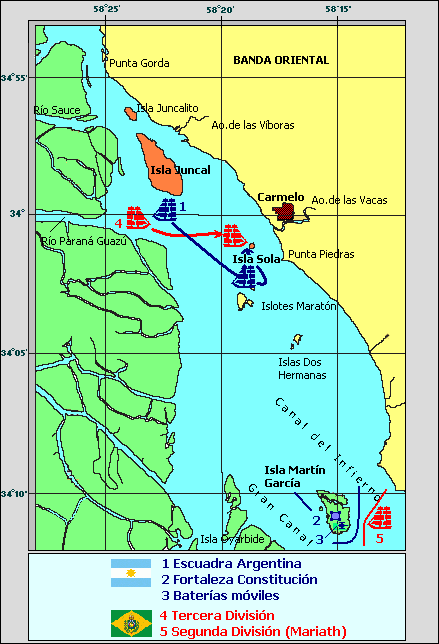
Mappa della battaglia

In breve riuscirono a ottenere il consenso della popolazione rurale dell'Uruguay, stabilendosi a Montevideo e, riuniti nel Congresso della Florida, sollecitarono la reintegrazione alle Province Unite del Río de la Plata. La richiesta fu accettata dal Congresso Argentino, ottenendo come risultato la dichiarazione di guerra da parte dell'Impero del Brasile, a cui ha seguito quella delle Province Unite il 1º gennaio 1826.
La Repubblica diede l'incarico di comandare l'esercito a Carlo María de Alvear, mentre incaricò l'ammiraglio Guillermo Brown di preparare una flotta. Il Brasile contava con il doppio dell'esercito, buona parte del quale era formato da mercenari tedeschi, e con una flotta di 80 unità, varie volte superiore a quella argentina.
L'esercito brasiliano stabilì rapidamente un blocco, al che la Repubblica rispose con azioni di pirateria e spedizioni audaci della sua esigua escuadra.

## Conseguenze

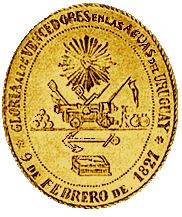
Medaglia ai vincitori del Juncal.

Con dodici navi assaltate, tre incendiate e soltanto due che hanno potuto scappare, la battaglia ha implicato una considerevole perdita per i brasiliani e ha rappresentato il maggiore trionfo dell'esercito argentino.
A Buenos Aires l'ammiraglio Guillermo Brown fu ricevuto con tutti gli onori e divenne l'uomo più popolare della Repubblica.
La vittoria navale repubblicana nel Juncal è stata seguita rapidamente da quella terrestre del 20 febbraio 1827 a Ituzaingó e da quella del 28 febbraio dello stesso anno nella Battaglia di Carmen de Patagones. Da quel momento, la situazione del conflitto è arrivato a un punto morto: l'Impero era stato vinto militarmente su vari fronti, ma le Province Unite ancora non erano in grado di controllare Montevideo e Colonia, le due maggiori città della Banda Oriental.
Questa situazione portò finalmente alla firma della Convención Preliminar de Paz, con cui la Provincia Orientale divenne lo Stato Orientale dell'Uruguay.
Una strada di Montevideo e un'altra a Buenos Aires ricordano la battaglia.